# 春陽堂 (飲食店)
株式会社春陽堂（しゅんようどう）は、かつて京都府京都市に本社を置き、飲食店などを手掛けていた日本の企業。
本稿では、事業会社であった株式会社茶月（ちゃげつ）についても記述する。

## 概要
1946年7月に創業し、1950年1月に法人へ改組。中華レストランの「春陽堂」を中心に、持ち帰り・宅配寿司チェーンの「茶月」「百花撰」「神田一番寿司」「大名」回転寿司チェーン「海鮮大名」「廻転すし小町」、カレーハウス「スパイシー」、弁当・惣菜店の「旬菜楽市」、ピザ・パスタ料理店の「サンマルコ」、ファミリーレストランの「サンボーイ」などを運営し、総合外食チェーンの地位を確立していった。特に「茶月」は地元では相応の知名度を有し、関西地区の他にも関東・東海地区にも進出していった。
1992年3月期は約363億8300万円の売上があった。しかしその後は、同業者との競争激化や消費者ニーズの変化に対応できなくなり、2004年10月以降は経営合理化や収益改善を目的に、株式会社茶月などを設立して会社分割により事業を移管することになった。春陽堂本体はグループ会社への食材の供給や経営指導を行う業態に転換した。
それでも売上減少には歯止めがかからず、2008年10月にはグループ会社を茶月へ集約させるなどの経営的な混乱が続き、2010年3月25日には農林水産省から、2010年3月～2013年2月までの計画で事業再構築計画の認定を受けた。
しかし、店舗出店などに伴う借入金が重荷となり資金繰りが悪化。このため春陽堂は、2012年3月期に茶月が手掛けていた回転寿司事業と弁当・惣菜事業から撤退したと同時に、カレー事業は株式会社スパイシークリエイトへ譲渡された。同年10月には関東地方の直営60店舗、FC店27店舗を小僧寿しが設立した株式会社茶月東日本（2017年7月に東京小僧寿しへ吸収合併）へ譲渡したが、資金繰りは改善されないばかりか、給与の未払いが発生することになった。
このため、労働債権約5億円を持つUAゼンセン春陽堂労働組合と従業員は2013年1月15日に、京都地方裁判所に対して、春陽堂と茶月の2社に対する第三者破産を申し立て、同日付で保全命令を受けた。直営店は第三者破産申し立ての時点で休業していた。同年1月25日に京都地方裁判所で行われた審尋の結果、第三者破産の審理は大阪地方裁判所へ移行することになった。
春陽堂と茶月の2社は、2013年2月8日に大阪地方裁判所から破産手続開始決定を受けた。負債総額は春陽堂が49億3300万円、茶月が28億3100万円となっている。

## 店舗

### 茶月
1992年には日本全国に約600店舗を展開していた。関東地方の店舗が茶月東日本へ譲渡された2012年10月以降は、関西地方のみの営業となっていた。一部店舗は阪神茶月（2017年8月にスパイシークリエイトへ吸収合併）へ譲渡され、茶月が運営していた一部店舗はスパイシークリエイトによって運営されている。

### サンマルコ
- 長岡京店[8]

### スパイシー
- アポロ店[9]
- つかしん店[10]
- 熊野神社店[11]

### かつて存在した店舗

#### サンマルコ
- 四条店[12]
- 石山店[13]
- 上寺店[14]
- 三条店[15]
- 庄内店[16]
- 大津店[17]

#### サンボーイ
- 醍醐店[18]
- 樫原店[19]
- 膳所公園店[20]
- 上桂店[21]
- 長岡天神店[22]
- 宇治店[23]
- 花園店[24]

#### スパイシー
- 幡ヶ谷店[25]
- 南阿佐谷店[26]
- 早稲田店[27]
- 桜木町店[28]
- 百万遍店[29]
- 円町店[30]
- 三条店[31]
- 近鉄MOMO店[32]
- 扇町店[33]
- 緑地公園店[34]
- 高槻店[35]
- 阪急茨木店[36]
- 西武八尾店[37]
- アルプラザ香里園店[38]
- 寝屋川店[39]
- JR住吉店[40]